# الرياضة في جنوب إفريقيا
تملك الرياضة في جنوب أفريقيا دورًا هامًا في ثقافة جنوب أفريقيا. تعكس الرياضات الثلاث الأكثر شعبية في البلاد، وهي كرة القدم والرغبي والكريكيت، التأثر بالاستعمار البريطاني المبكر.
تاريخيًا، حازت كرة القدم على شعبية خاصة بين الأفارقة السود، وهي أكثر الرياضات شعبية في جنوب أفريقيا. يُطلق على منتخب جنوب أفريقيا لكرة القدم لقب بافانا بافانا. استضافت جنوب أفريقيا كأس العالم 2010.
كانت الرغبي تقليديًا أكثر الرياضات شعبية بين السكان البيض في جنوب أفريقيا. يُطلق على المنتخب الوطني للرغبي لقب «سبرينغبوكس». استضافت جنوب أفريقيا كأس العالم للرغبي عام 1995، وهي أول بلد مضيف من أفريقيا.
تُعدّ لعبة الكريكيت تقليديًا الرياضة الأكثر شعبية بين الشتات البريطاني من البيض ومجتمعات جنوب أفريقيا الهندية، لكن يتابع الناس من جميع الأعراق الكريكيت اليوم. يُطلَق على فريق الكريكيت الوطني لقب ذا بروتياس. استضافت جنوب أفريقيا كأس العالم للكريكيت في عامي 2003 و2007.
تعد جنوب أفريقيا واحدة من الدول القليلة التي شاركت في كأس العالم لجميع الألعاب الرياضية الثلاث الكبرى؛ الكريكيت وكرة القدم والرغبي. تُعدّ إنجلترا ونيوزيلندا وأستراليا من بين هذه الدول التي حققت الإنجاز ذاته.
تشمل الرياضات الشعبية الأخرى: الملاكمة، والهوكي، والتنس، والغولف، وركوب الأمواج، وكرة الشبكة، والجري، وسباق مضمار العقبات.
غابت جنوب أفريقيا عن الرياضة الدولية لمعظم فترة الفصل العنصري (الأبارتايد) بسبب العقوبات، لكنها عادت إلى المنافسة عالميًا بعد نهاية نظام الفصل العنصري.
تستضيف جنوب أفريقيا كأس العالم لسرج المقعد كل أربع سنوات، والذي يتضمن سلالات الخيول الأمريكية، وخيول المورجان، وسلالات خيول بويربيرد من جنوب أفريقيا. تُعتبر هذه المسابقة أعلى مستوى من المنافسة في فراسة سرج المقعد.

## نبذة تاريخية
مُنعت جنوب أفريقيا من المشاركة في الألعاب الأولمبية الصيفية لعام 1964 في طوكيو بسبب سياسات الفصل العنصري. استمرّ هذا الحظر فعليًا حتى عام 1992. وخلال هذا الوقت، غادر بعض الرياضيين (مثل زولا بود وكبلر فيسيلز) إلى بلدان أخرى من أجل التنافس على المستوى الدولي. واصل بعض الرياضيين مسيرتهم الرياضية في جنوب أفريقيا بشكل فردي، وتألق بعض النجوم مثل عداءة سباق 400 متر للسيدات ميرتل بوثما التي سجلت رقمًا قياسيًا عالميًا في بطولات جنوب أفريقيا.
قامت بعض الفرق الرياضية بجولة في جنوب أفريقيا تحت اسم «جولات المتمردين» ولعبت ضد فرق سبيرغنبوك للرغبي والكريكيت في جنوب أفريقيا خلال فترة العزلة.
في عام 1977، وافق الرؤساء ورؤساء الوزراء في الكومنولث، كجزء من دعمهم للحملة الدولية ضد الفصل العنصري، على وقف الاتصال والتنافس بين الرياضيين والمنظمات الرياضية، أو الفرق، أو الأفراد من جنوب أفريقيا.

### الرياضات النسائية
تُعتبر الرياضة في جنوب أفريقيا حتى يومنا هذا «حكرًا على الرجال» (على حد تعبير عضو سابق في منظمة الرياضة والمرأة في جنوب أفريقيا). في عام 1997، وصف أحد الكتّاب «التفاوتات الهائلة بين الجنسين في الهياكل الرياضية في البلاد، والترابط القوي بين الرياضة والذكورة».

## الألعاب البهلوانية الجوية
- الصقور الفضية
- فريق الأسود الطائرة

### ألعاب القوى (الجري)
تمتلك جنوب أفريقيا جدولًا مزدحمًا لألعاب القوى، وقد أنتجت عددًا من الرياضيين الذين يتنافسون دوليًا ويتأهلون إلى الألعاب الأولمبية والألعاب البارالمبية. في بطولة العالم 2011 لألعاب القوى في دايغو، كوريا الجنوبية، سجل فريق التتابع المؤلف من شاين فيكتور، وأوفنتس موجاوان، وَويليم دي بير، وأوسكار بيستوريوس، رقمًا قياسيًا مقدرًا بساعتين وتسع وخمسين دقيقة وإحدى وعشرين ثانية في السباقات. واصلت جنوب أفريقيا مسيرة الفوز ونالت الميدالية الفضية في النهائيات مع الفريق المكون من فيكتور، وموجاوان، ودي بير، وإل. جاي. فان زيل.
في عام 2012، حصلت كاستر سيمينيا على الميدالية الذهبية في سباق 800 متر للسيدات في الألعاب الأولمبية 2012 في لندن، بزمن يُقدر بساعة واحدة وسبع وخمسين دقيقة وثلاث وعشرين ثانية. أيضًا في عام 2012، أصبح أوسكار بيستوريوس أول عداء مبتور الساقين يتنافس في الألعاب الأولمبية، لكنه لم يفز بميدالية.
فاز بيستوريوس بميدالية ذهبية وميدالية برونزية في فئة تي 44 في الألعاب البارالمبية الصيفية 2004 في أثينا، وثلاث ميداليات ذهبية في الألعاب البارالمبية الصيفية لعام 2008 في بكين. فاز أيضًا بميداليتين ذهبيتين في دورة الألعاب البارالمبية لعام 2012 مستمرًا بحمل الرقم القياسي العالمي لفئة تي 43 في سباقَي 200 و400 متر. فاز فريق جنوب أفريقيا المكون من بيستوريوس، وآرنو فوري، وزيفان سميث، وسامكيلو راديبي بميدالية ذهبية، وسجل رقمًا قياسيًا في مسابقة التتابع (4 × 100 متر) بزمن قدره 41.78 ثانية. حقق فوري رقمًا قياسيًا عالميًا في سباق 200 متر في فئة تي 44، وفاز بالميدالية البرونزية في سباق 100 متر.

### كرة السلة
تُعتبر كرة السلة أحد الرياضات الشائعة بشكل متزايد في جنوب أفريقيا، خاصة بين الشباب. تأسس الاتحاد الوطني لكرة السلة في جنوب أفريقيا في عام 1992، ويعد من أحدث أعضاء الاتحاد الدولي لكرة السلة (فيبا). يتنافس المنتخب الوطني في بطولة أمم أفريقيا لكرة السلة.
حتى الآن، لم يصل أي لاعب كرة سلة من جنوب أفريقيا إلى الدوري الأميركي لكرة السلة للمحترفين (إن بي إيه). ومع ذلك، تُعد جنوب أفريقيا مسقط رأس ستيف ناش، الحائز على جائزة اللاعب الأكثر قيمة (إم ڤي بّي) مرتين في الدوري الاميركي للمحترفين، بالإضافة إلى كون والد لاعب الدوري الأميركي لكرة السلة للمحترفين السويسري ثابو سفولوشا من جنوب أفريقيا.

### الكريكيت

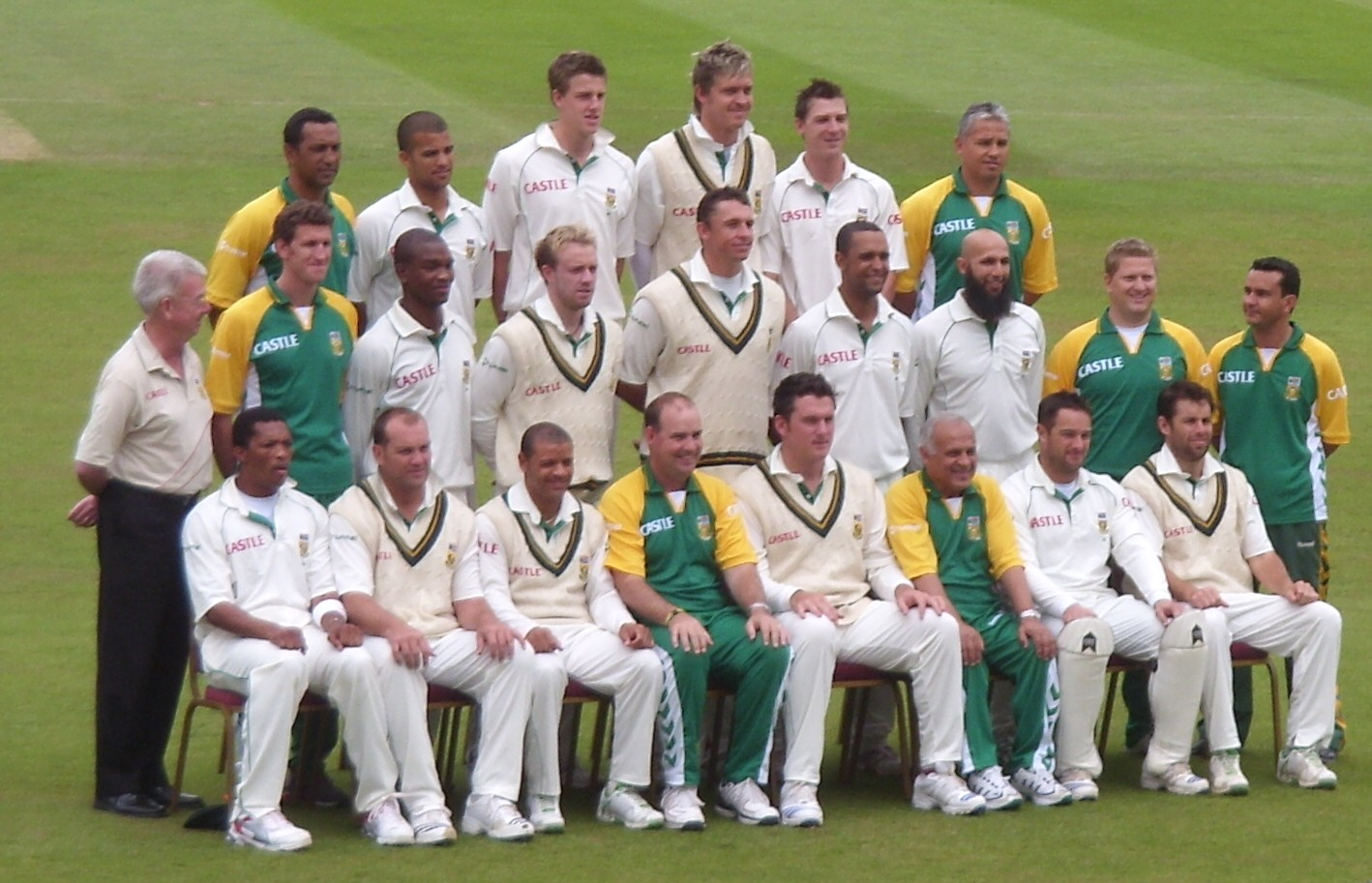
فريق جنوب أفريقيا للكريكيت عام 2008.

تعد الكريكيت ثاني أكثر الرياضات شعبية في جنوب أفريقيا. تُعدّ الرياضة الوحيدة في جنوب أفريقيا التي تندرج في قائمة أفضل رياضتين لدى جميع المجموعات العرقية. يُعرف المنتخب الوطني باسم ذا بروتياس.
تعد جنوب أفريقيا واحدة من الدول الرائدة في لعبة الكريكيت في العالم، وواحدة من الدول الاثنتي عشرة المُجاز لها لعب مباريات تيست كريكيت. منذ إعادة انضمام جنوب أفريقيا إلى الاتحاد الدولي للعبة الكريكيت، ساهم البروتياس إلى حد كبير في تطوير اللعبة بشكل كبير من خلال تقديم الابتكارات في التدريب والتمرين. تشتهر جنوب أفريقيا بالرماة ومتلقي الكرات السريعين أمثال إيه بي دي فيليرز وجونتي رودز.
حظيت الكريكيت تقليديًا بشعبية بين البيض الناطقين بالإنجليزية والمجتمع الآسيوي (شبه القارة)، على الرغم من أن الأخير لم يكن قادرًا على المنافسة في الكريكيت الجنوب أفريقي رفيع المستوى في فترة الفصل العنصري. منذ نهاية فترة الفصل العنصري، برزت نسبة أعلى من اللاعبين البيض من خلفيات ناطقة باللغة الأفريقانية، وبُذلت جهود لزيادة عدد اللاعبين غير البيض، وهذا ما تم جزئيًا من خلال نظام الحصص. يضم الفريق الوطني الحالي لاعبين بارزين من غير البيض، مثل كاجيسو رابادا، وهاشم أملا (أول مسلم يلعب في جنوب أفريقيا)، وكيشاف مهراج، وتيمبا بافوما، وفيرنون فيلاندر، ولونجي نجيدي، وجونيور دالا، وتبريز شامسي. هناك عدد من الأفريقان في الفريق مثل فاف دو بليسيس، وراسي فان دير دوسين، وَويان مولدر، وهاينريش كلاسين. أصبح اللاعب شارل لانغيفيلدت، وهو لاعب غير أبيض، أول لاعب جنوب أفريقي يحصل على ثلاثية في مباراة من مباريات اليوم الواحد الدولية في عام 2005. أصبح كاغيسو رابادا ثالث من يحقق هذا الإنجاز بعد جاي بّي دوميني، ويفتخر حاليًا بكونه صاحب أفضل إحصائيات في مباراة من مباريات اليوم الواحد الدولية من جنوب أفريقيا، بواقع 6 مقابل 16.
حقق الفريق نجاحًا مع ضاربي الكرات أمثال هيرشيل غيبس، الذي كان أحد أفضل ضاربي الكرات، ويوجد لاعبين ممن أتقنوا الرمي والضرب (أول راوندرز) مثل جاك كاليس وشون بولوك، إذ كان الأخير أحد أعظم لاعبي «أول راوندرز» في تاريخ اللعبة، وهناك أيضًا رماة مثل ماخايا نتيني الذي وصل إلى المركز الثاني في تصنيفات المجلس الدولي للكريكيت للاعبين في عام 2006. يُصنَّف دالي ستين حاليًا واحدًا من أفضل الرماة في مباريات التيست، وكان الكابتن السابق غرايم سميث واحدًا من أفضل ضاربي الكرات باليد اليسرى في تاريخ الكريكيت العالمي الحديث. يحمل ماسك الكرات مارك باوتشر الرقم القياسي العالمي لأكبر عدد من الإقصاءات لماسكي الكرات. غادر كيفن بيترسن، وهو أحد البيض، البلاد مدعيًا أنه أصبح في موقف ضعيف نتيجة التمييز الإيجابي، وفي غضون بضع سنوات، أصبح أحد أفضل ضاربي الكرات في العالم أثناء لعبه مع منتخب إنجلترا. تمتلك جنوب أفريقيا واحدًا من أقوى المنتخبات، وفي عام 2006، في جوهانسبرغ وفي مباراة شهدت أكبر نتيجة بتاريخ مباريات اليوم الواحد الدولية بواقع 50 أوفر، ألحقت جنوب أفريقيا بقيادة غيبس، الذي قام لوحده بمئة وخمس وسبعين ركضة، الخسارةَ بمنتخب الماموث الأسترالي، ثم سجلت الرقم القياسي العالمي بنتيجة 434-4. استضافت جنوب أفريقيا كأس العالم للكريكيت لعام 2003، والذي كان حدثًا مخيبًا للآمال لهم بسبب تعادلهم مع سريلانكا في ما وُصِف بالمهزلة التي أدت إلى إقصائهم من البطولة على أرضهم وبين جماهيرهم. في كأس العالم للكريكيت 2007، وصلت جنوب أفريقيا إلى الدور نصف النهائي من البطولة لكنها خسرت أمام أستراليا. في كأس العالم للكريكيت 2011، خرجوا من البطولة على يد نيوزيلندا، التي أخرجتهم أيضًا من نصف نهائي البطولة ذاتها في عام 2015 في مباراة مثيرة.
تمتلك جنوب أفريقيا أحد منتخبات المقدمة الذي أثبت قوته وانسجامه في مباريات تيست كريكيت خلال نصف العقد الأخير. غالبًا ما وُصفوا بالمرعبين للفرق التي تقوم بجولات من شبه القارة الهندية بسبب أسلوبهم السريع الوحشي في رمي الكرات.